# Nimrat Kaur

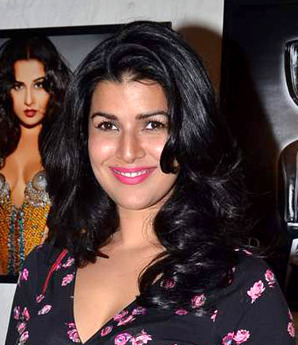
Nimrat Kaur, 2014

Nimrat Kaur (* 13. März 1982 in Pilani, Rajasthan) ist eine indische Schauspielerin.

## Leben
Nimrat Kaur begann ihre Karriere zunächst als Model. Später folgten in Mumbai erste Theaterauftritte unter Regisseuren wie Manav Kaul und Sunil Shanbag.
Ab 2006 trat sie auch in Filmproduktionen auf. Ihre erste Hauptrolle spielte sie 2012 in dem Film Peddlers. Den internationalen Durchbruch hatte sie im Jahr darauf mit der Hauptrolle in Lunchbox an der Seite von Irrfan Khan. Im Anschluss daran übernahm sie die Rolle der ‘Tasneem Qureshi’ in der vierten Staffel der Fernsehserie Homeland.

## Filmografie (Auswahl)
- 2006: Eine Nacht mit dem König (One Night with the King)
- 2010: Encounter (Kurzfilm)
- 2012: Peddlers
- 2012: Luv Shuv Tey Chicken Khurana
- 2013: Lunchbox
- 2014–2020: Homeland (Fernsehserie, 18 Episoden)
- 2016: Airlift
- 2016: Wayward Pines (Fernsehserie)
- 2023: Foundation (Fernsehserie)